# Chambois
Chambois és un antic municipi francès situat al departament de l'Orne i la regió de Normandia. El 2017 es fusionà amb Aubry-en-Exmes, Avernes-sous-Exmes, Le Bourg-Saint-Léonard, La Cochère, Courménil, Exmes, Fel, Omméel, Saint-Pierre-la-Rivière, Silly-en-Gouffern, Survie, Urou-et-Crennes i Villebadin per crear el nou municipi de Gouffern en Auge.